# National Health
National Health war eine Progressive-Rock-Band, die der Canterbury-Szene zugerechnet wird und von 1975 bis 1981 bestand. Der 1975 gegründeten ursprünglichen Formation gehörten die Keyboarder Dave Stewart (Hatfield and the North) und Alan Gowen (Gilgamesh), die Gitarristen Phil Miller  und Phil Lee, der Bassist Mont Campbell und Schlagzeuger Bill Bruford an. Bruford wurde bald durch Pip Pyle abgelöst, während an Campbells Stelle zunächst Neil Murray und später John Greaves traten.
In ständig wechselnden Formationen tourte die Band ausgiebig und veröffentlichte zwei Alben von meist langen, hauptsächlich instrumentalen und komplex gesetzten Kompositionen. 1980 löste sie sich auf und trat nach dem Tod Alan Gowens im Mai 1981 noch einmal zusammen, um das Album D.S. Al Coda aufzunehmen, eine Sammlung von großteils vorher nicht aufgenommenen Kompositionen Gowens.
National Healths Alben und weiteres Archivmaterial wurden mittlerweile auf CD veröffentlicht.

## Diskografie
- National Health (1977)
- Of Queues and Cures (1978)
- D.S. Al Coda (1982)
- Complete (1990; umfasst die drei Studioalben und zwei Bonustitel)
- Missing Pieces (1996; Archivmaterial, großteils aus den Zeiten vor dem ersten Album National Health)
- Playtime (2001; Live-Aufnahmen von 1979)

## Filmografie
- 2015: Romantic Warriors III: Canterbury Tales (DVD)